# 華斯
華斯（英語：Shaesta Waiz，1987年—），是一位美國飛行員，並且是阿富汗出生的第一位獲得認證的女性民用飛行員。於2017年，她成為駕駛單引擎飛機環遊世界的最年輕女性，保持這一紀錄，直到2022年1月19歲的扎拉·盧瑟福完成了相同的飛行。
華斯在阿富汗出生，但1987年，她的家人為躲避蘇阿戰爭而前往美國。她在安柏瑞德航空大學學習，並在那裡啟動了婦女大使計劃，旨在指導和支持年輕女性接受航空和工程教育。
她成立了非營利組織"Dreams Soar, Inc"，並計劃於2016年啟動一次單人環球飛行。在2017年10月4日，華斯駕駛比奇富豪完成了橫跨五大洲的世界單人旅行，途經22個國家和30站。